# Jaime Santiago Amat
Jaime Santiago Amat Durán (en Catalán: Jaume Amat i Duran, nacido el 1 de marzo de 1970 en Barcelona, Cataluña), más conocido como Santi Amat, es un exjugador de hockey sobre hierba español. Su logro más importante fue una medalla de plata en los juegos olímpicos de Atlanta 1996 y otra mundial con la selección de España. 
Sus tíos Juan, Pedro y Francisco, su primo Pol Amat y su padre Jaime Amat Fontanals también jugaron profesionalmente al hockey sobre hierba y representaron a España en competiciones internacionales.

## Participaciones en Juegos Olímpicos
- Barcelona 1992, puesto 5.
- Atlanta 1996, medalla de plata.
- Sídney 2000, noveno puesto.